# Zec Jeannotte
Pour les articles homonymes, voir Jeannotte.
La zec Jeannotte est une zone d'exploitation contrôlée située dans la municipalité de Lac-Édouard, dans l'agglomération de La Tuque, dans la région administrative de la Mauricie, au Québec, au Canada.
Ce territoire de chasse et pêche est géré par l'Association de chasse et pêche Batiscan.
Le sud du territoire de la zec offre un circuit de VTT et un sentier de motoneige balisés. Ces sentiers permettent d'aller de Rivière-à-Pierre à La Tuque via la réserve faunique de Portneuf et la zec de la Bessonne.

## Territoire
Le territoire de la zec Jeannotte est située à une trentaine de kilomètres (en ligne directe) à l'est de La Tuque. Elle partage ses limites avec la zec de la Rivière-Blanche au sud-ouest, la réserve faunique de Portneuf au sud et la zec de la Bessonne à l'est.  Le territoire de la zec est partagé par les municipalités de La Tuque et de Lac-Édouard.
La zec Jeannotte est située dans les Laurentides.  Elle fait partie de la province naturelle des Laurentides méridionales.
Pour ce qui est de l'hydrographie, la totalité de la zec est comprise dans le bassin de la rivière Batiscan. Elle n'est parcourue que par deux rivières, soit la Batiscan et la Jeannotte. Ces rivières sont d'ailleurs très populaires auprès des amateurs de descente de rivière en canot et en kayak. La zec compte 119 lacs.
La zec est accessible par la route 367 via la réserve faunique de Portneuf secteur ouest à l'accueil Vermillon ou par la route 155 à La Tuque via la zec de la Bessonne à l'accueil Wayagamak. La Zec est aussi accessible par train par les Trains du nord du Québec de Via Rail qui la traverse du sud au nord.